# 鄒文懷
鄒文懷，GBS，OBE（1927年5月17日—2018年11月2日），原名鄒定鑫，生於英屬香港，是香港电影事业家、制片人。前任嘉禾集團董事會主席兼執行董事。早年於香港聖士提反書院及上海聖約翰青年中學就讀，1949年在上海圣约翰大学毕业以后返港。1998年，获香港政府颁发金紫荊星章。其弟為鄒定歐，嘉禾集團前任董事會副主席。

## 生平
鄒文懷1927年出生於英屬香港，1949年毕业于上海圣约翰大学，同年来到香港，在《英文虎报》任职体育记者。1951年，任职美国新闻处主持美国之音。1959年，加入邵氏集团担任邵氏宣传主任，1960年代中期晋升为制片主任。
1970年，担任邵氏兄弟公司行政總裁，同年由于对公司吝啬的薪金制度的不满，离职出走，与何冠昌、蔡永昌及梁风共同成立嘉禾公司，並购入国泰片场旧址，更名为嘉禾制片厂。1971年，邹文怀高薪从美国聘请刚刚崭露头角的李小龙。1972年，由李小龙主演的《唐山大兄》大卖，使嘉禾晋升为市场上强而有力的竞争者。1973年7月20日，李小龙在丁佩家猝死，嘉禾頓時面临困境。
1974年，嘉禾得到許冠文的加盟，实力大增，这段时期许冠文、許冠傑、許冠英一同制作出一系列许氏兄弟喜剧电影，包括《鬼马双星》、《天才与白痴》、《半斤八两》、《卖身契》、《摩登保镳》等，五度成为年度票房冠军，并三次刷新香港开埠票房纪录，于东南亚、欧美和日本都牵起一片Mr. Boo! （许氏）系列电影热潮。
1980年，成龍加入嘉禾後，拍摄了很多叫好卖座的新功夫电影，使嘉禾再上台阶。1989年嘉禾与美国片场合作《忍者龟》，并在美国大卖，令邹文怀扬名国际，成为香港的电影教父。
由于骄人业绩，使邹文怀更多的把自己的精力放在房地产，但是输多胜少。
1997年香港主權移交後，香港电影衰落，加上邹文怀的得力助手何冠昌逝世導致嘉禾债务缠身。因此，嘉禾在香港地位逐漸式微，遂轉型為控股公司，並轉以經營影城為目標。
2007年，鄒文懷將手上所有的嘉禾集團股份出售給中國大陸富商伍克波，加上女兒鄒重珩無意接掌家族生意，所以於同年11月5日宣布退休。兩年後，嘉禾娛樂事業有限公司正式更名為橙天嘉禾。
2018年11月2日，鄒文懷離世，享年91歲。2019年4月14日，香港電影金像獎協會於第38屆香港電影金像獎頒獎典禮中向鄒文懷連同其他已故電影人致敬。

## 荣誉
- 1998年，获香港政府颁发金紫荊星章

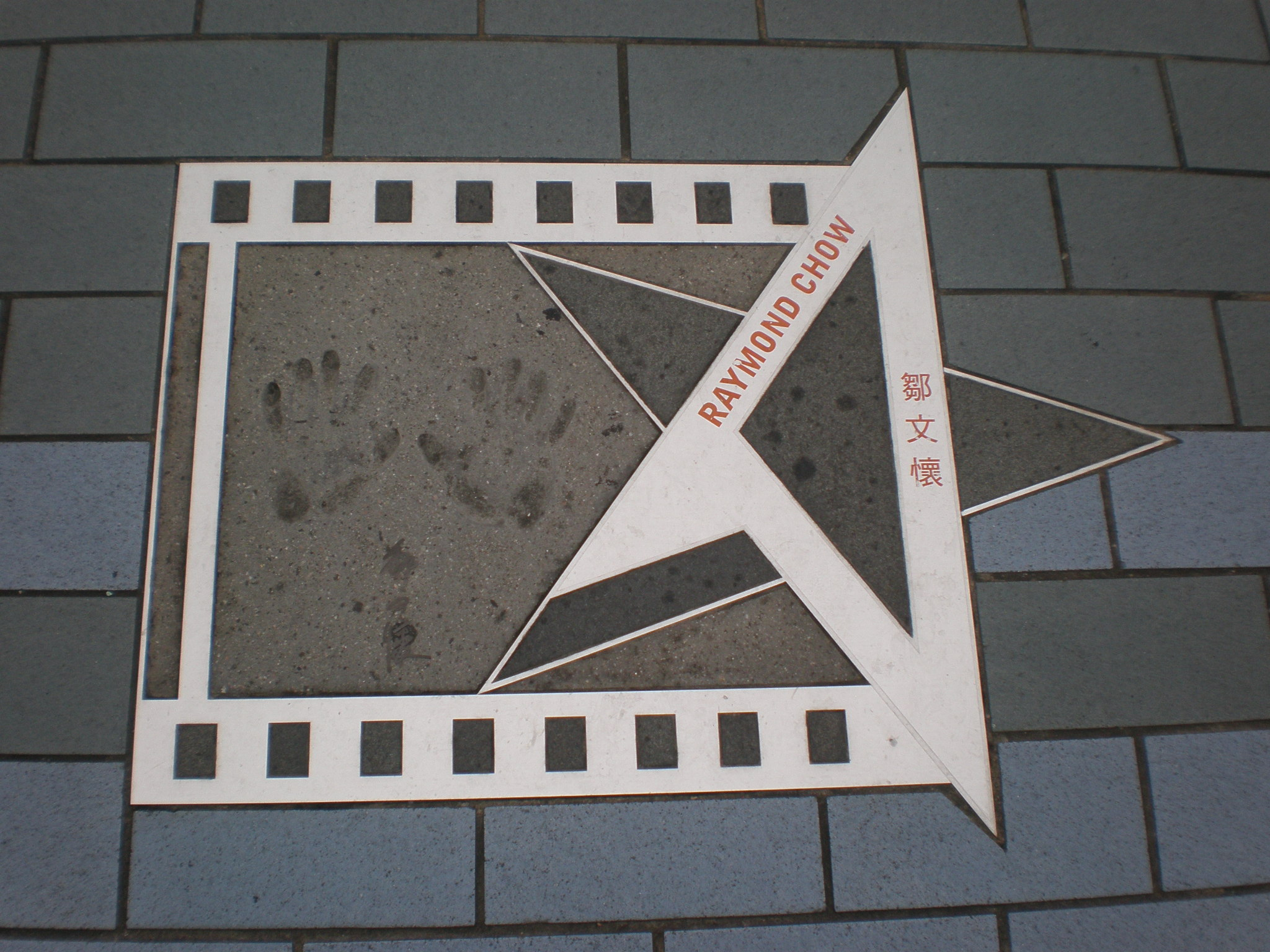
香港星光大道的鄒文懷手印

- 2008年，獲第二十七屆香港電影金像獎終身成就獎

## 外部連結
- 嘉禾电影
- 邵氏VS嘉禾风云